# 三井造船千葉機工エンジニアリング
三井造船千葉機工エンジニアリング（みついぞうせんちばきこうエンジニアリング）は、かつて存在した三井E&Sホールディングス（旧・三井造船）の造船部門の子会社。
三井造船千葉事業所（千葉県市原市）内に置かれ、造船部門の補完工事の他に、鋼構造物、橋梁、配管や遊戯装置の製作、メンテナンス工事を主な業務としていた。
2017年4月1日をもって、三井造船特機エンジニアリング株式会社と経営統合された。なお三井造船は、千葉事業所では主に大型商船の建造を行っていたが、2020年2月、商船建造を2020年度末で終了すると発表した。

## 沿革
- 1968年（昭和43年）3月 - 東洋鉄構株式会社として発足。
- 1990年（平成2年）
  - 1月 - 三造機工株式会社と合併、社名を三井造船千葉機工に改称。
  - 7月 - 三造パイプ工業株式会社と合併。
- 1994年（平成6年）4月 - 三井造船千葉機工エンジニアリングに改称。
- 2007年（平成19年）10月 - 創原重機株式会社と合併。
- 2017年（平成29年）4月 - MES特機と統合し、社名を三井造船特機エンジニアリングに改称[2]。

## 会社概要
- 主な事業内容
  - 千葉造船所向け鋼構造ブロック、配管の製作
  - 造船設計
  - 大型鋼構造物の製作
  - 橋梁製作
  - 建築構造用鋼管柱の製作
  - 遊戯施設用構造物の製作、メンテナンス
  - 燃料貨物車用ガソリンタンクの製作
  - 鉄道駅ホームドア設置工事
  - 水中ロボットによる点検保守工事

- 従業員数　約200名
- 歴代社長
  - 山本俊一　1973年 - 1978年
  - 瀧澤宗人　1979年
  - 池内雷三　1980年 - 1985年
  - 成瀬耕一　1986年 - 1988年
  - 岩崎達人　1989年 - 1992年
  - 福島治雄　1993年
  - 斎藤恒久　1994年 - 1998年
  - 山口秀夫　1999年 - 2006年
  - 荒木進　　2007年 - 2011年
  - 小林雅志　2012年 - 2016年